# ریلیتیویتی رکوردز
ریلیتیویتی رکوردز (انگلیسی: Relativity Records) یک ناشر موسیقی آمریکایی مستقر در نیویورک، ایالت نیویورک بود که در سال ۱۹۸۲ آغاز به کار کرد.